# Validade da norma jurídica
No direito, o termo validade refere-se à qualidade da norma que efetivamente faz parte de um ordenamento jurídico em determinado momento. Em outras palavras, dizer que uma norma é válida significa dizer que ela de fato faz parte de um ordenamento jurídico naquele momento.

## Critérios de validade da norma jurídica
Para que a norma jurídica ingresse no ordenamento jurídico vigente, ela deve respeitar os procedimentos estabelecidos para a sua criação, assim como as demais condições fixadas pelo sistema jurídico.
De acordo com Dimitri Dimoulis, as condições mais importantes que devem ser respeitadas para que uma regra seja considerada válida são:
- a competência conferida a uma autoridade ou pessoa para a criação de certa espécie de normas;
- o procedimento de edição (tramitação regular, maiorias, prazos, registros, formas de publicidade etc);
- os limites temporais e espaciais de validade;
- as regras que permitem resolver casos de incompatibilidade entre o conteúdo das normas (antinomias jurídicas).[2]

De acordo com Robert Alexy, para que uma norma seja considerada juridicamente válida é necessário que ela:
- Seja promulgada por um órgão competente para tanto;
- Esteja de acordo com a forma prevista pela lei;
- Não infrinja um direito superior, ou seja, seja estabelecida de acordo com o ordenamento jurídico.[3]

## A diferença entre validade e eficácia
A validade é diferente da eficácia posto que, a validade é um problema de pertença da norma no ordenamento jurídico  e a eficácia (jurídica) está relacionada com a produção de efeitos, com o fato real da norma ser efetivamente observada e aplicada.
Já a eficácia social tem relação com o modo com o a sociedade observa a norma. Assim, ela é observada “quando encontra na realidade condições adequadas para produzir seus efeitos”.
Podemos citar como exemplo o caso da norma que estabeleceu a obrigatoriedade de aparelho de segurança para crianças em automóveis (cadeirinhas), que apesar de válida e vigente, por um certo lapso de tempo não teve eficácia em virtude do produto estar em falta no mercado, o que impossibilitou as pessoas de adquirirem o equipamento e cumprirem a lei.

## A diferença entre validade e vigência
A Validade não se confunde com vigência, posto que pode haver uma norma jurídica válida sem que esteja vigente, isso ocorre claramente quando se vislumbra a vacatio legis (período entre a promulgação da Lei e o início de sua vigência) ou quando o dispositivo legal é válido,  mas perde a eficácia.
A vigência representa a característica de obrigatoriedade da observância de uma determinada norma, ou seja, é uma qualidade da norma que permite a sua incidência no meio social. Embora válida e vigente, uma norma não necessariamente terá sua plena eficácia (vide: Eficácia do direito)

## A validade da norma e a doutrina
Norberto Bobbio sustenta que, para que uma norma seja válida ela deve ser valorosa (justa); nem toda norma, portanto, é válida, porque nem toda a norma é justa.
Para Tércio Sampaio Ferraz Júnior a validade não deve ser condicionante, mas sim finalística, ou seja, é preciso “saber se uma norma vale, finalisticamente, é preciso verificar se os fins foram atingidos conforme os meios prescritos”, reconhecendo a relação íntima entre direito e moral.
Para Miguel Reale a validade de uma norma pode ser vista sob três aspectos: o da validade formal ou técnico jurídica (vigência), o da validade social (eficácia ou efetividade) e o da validade ética (fundamento).
Já Hans Kelsen sustenta a necessidade lógica de pressupor a existência de uma norma fundamental que seria "a fonte comum da validade de todas as normas pertencentes a uma e mesma ordem normativa. Assim, a norma fundamental ordenaria que todos se conduzam de acordo com as normas positivas supremas do ordenamento e atribuiria validade a todas as normas decorrentes da manifestação da vontade do criador dessas normas supremas.
Para Joseph Raz o fundamento de validade de um ordenamento jurídico se encontra na ultimate legal rule, uma norma cuja existência efetiva pode ser provada pela observação da realidade social em determinado local e momento.
Na mesma medida, H.L.A. Hart considera que a validade de um sistema jurídico decorre da existência de uma regra jurídica (rule of recognition), que estabelece quais comandos são válidos e portanto, são reconhecidos.